# Patamona
I Patamona sono un gruppo etnico del Brasile e della Guyana correlato al gruppo etnico degli Ingarikó. Sono considerati un sottogruppo del più ampio gruppo definito come Kapon, in cui sono inclusi, oltre ai Patamona, gli Ingarikó e gli Akawaio. Questo ha portato all'introduzione dei nomi Kapon-Ingarikó, Kapon-Patamona e Kapon-Akawaio. Il termine "patamona" può essere traducibile con "casa mia".

## Insediamenti
In Brasile gli Ingarikó e i Patamona occupano una regione di montagna nel territorio indigeno di Raposa Serra do Sol, situata a nord-est dello stato di Roraima. In Guyana i Patamona si trovano ai confini con il Brasile, nella Serra de Pacaraíma e lungo il fiume Ireng.